# Oroperipatus eiseni
Oroperipatus eiseni är en klomaskart som först beskrevs av Wheeler 1898.  Oroperipatus eiseni ingår i släktet Oroperipatus och familjen Peripatidae. Inga underarter finns listade i Catalogue of Life.